# Jannik Müller
Jannik Müller (* 18. Januar 1994 in Adenau) ist ein deutscher Fußballspieler, der beim VfL Osnabrück unter Vertrag steht.

## Karriere

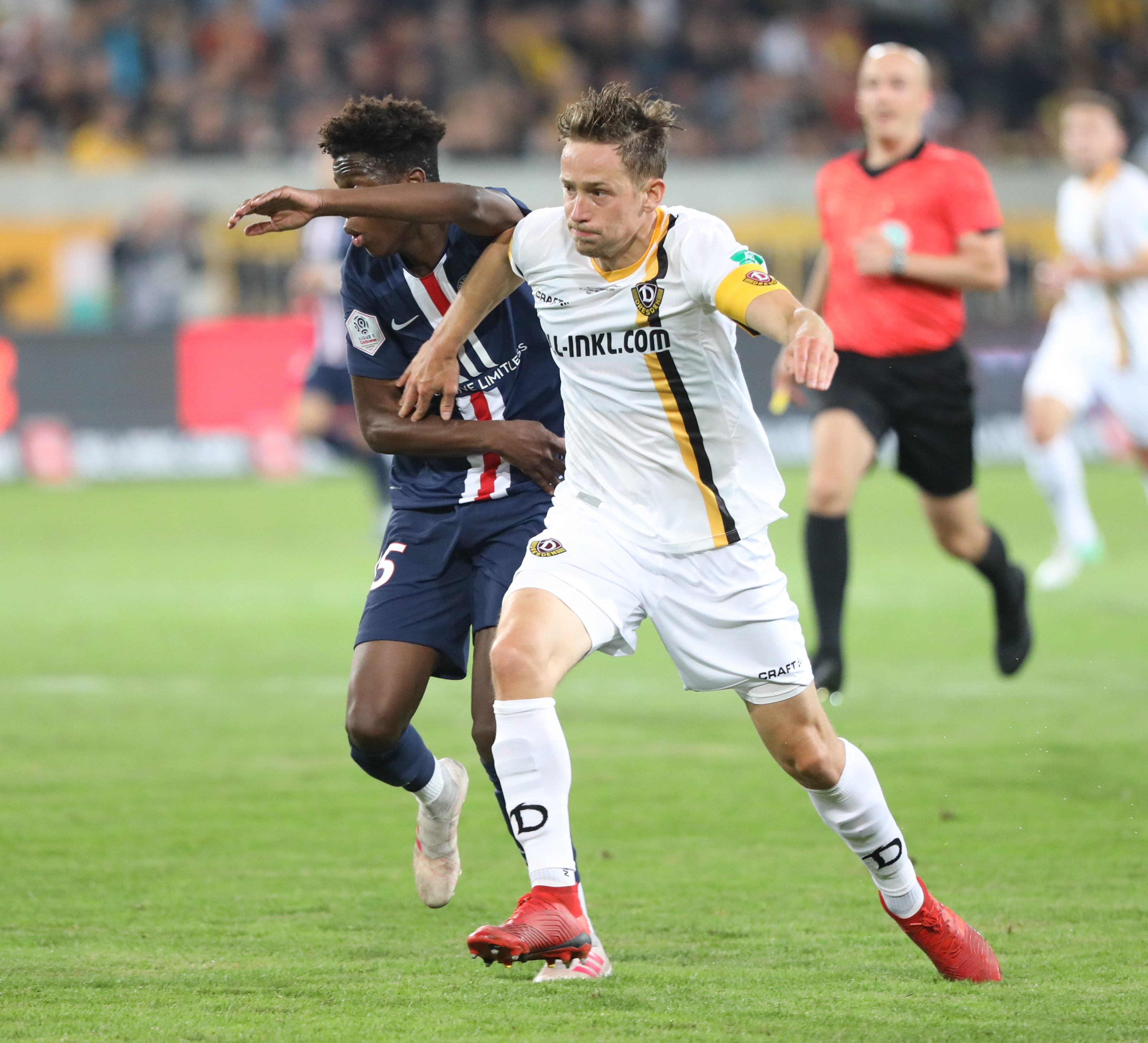
Müller im Duell mit Romaric Yapi beim Freundschaftsspiel gegen Paris Saint-Germain (2019)

Müller begann seine Fußballkarriere beim SV Wershofen-Hümmel, bevor er zum 1. FC Köln wechselte und dort in den Jugendmannschaften spielte. Zur Saison 2013/14 stieß er zur zweiten Mannschaft des Vereins und kam dort in der folgenden Saison zu 25 Einsätzen. Zu Beginn der Saison 2014/15 verließ er den Verein und schloss sich dem Drittligisten Dynamo Dresden an. Dort bestritt er zunächst sein erstes Pflichtspiel für die Reservemannschaft des Vereins am 9. August bei der 1:6-Niederlage gegen RB Leipzig II. Sein Drittligadebüt gab der Innenverteidiger am 23. August 2014 bei der 0:2-Niederlage gegen FC Rot-Weiß Erfurt. In seinem zweiten Jahr stieg er mit Dynamo Dresden als Meister der 3. Liga in die 2. Bundesliga auf. In den folgenden Jahren entwickelte sich Müller zum Stammspieler der ersten Mannschaft der Dresdner und fungierte zeitweise neben Marco Hartmann als Mannschaftskapitän der Zweitligamannschaft. In der Saison 2019/20 stieg er mit Dynamo Dresden aus der 2. Liga ab und verließ anschließend den Verein, da sein ursprünglich bis 2022 laufender Vertrag keine Gültigkeit für die 3. Liga besaß.
Zur Saison 2020/21 unterzeichnete er einen Vertrag beim slowakischen Erstligisten DAC Dunajská Streda. Dort traf er auf den deutschen Cheftrainer Bernd Storck sowie auf die deutschen Mitspieler Sidney Friede, Niklas-Wilson Sommer und Brahim Moumou. Dort spielte er 21 von 22 Spielen in der Liga von Beginn an und wurde Ligazweiter. Damit spielte Streda in der Champions Group und erreichte auch dort den zweiten Platz hinter ŠK Slovan Bratislava. Dabei wurde er in sechs von zehn Spielen eingesetzt.

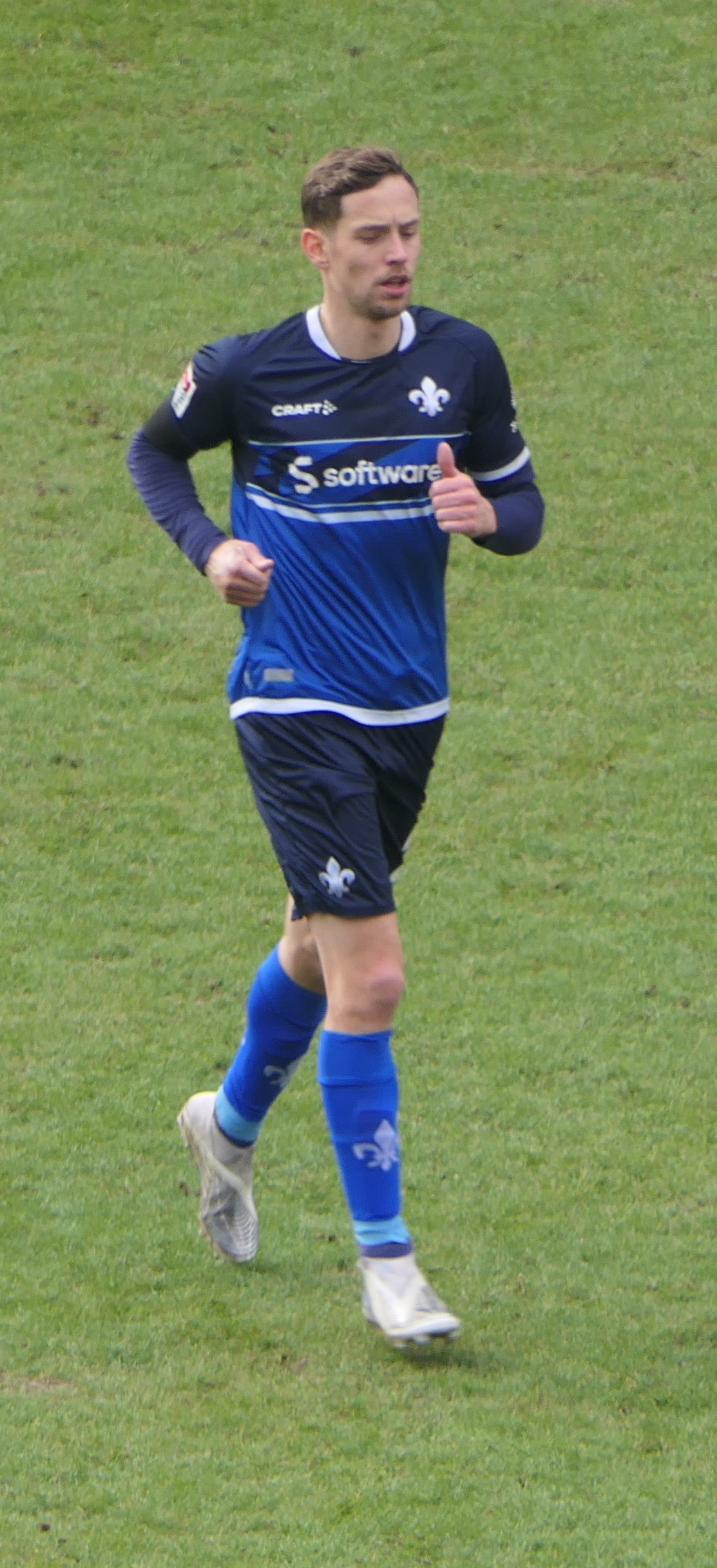
Müller im Trikot von Darmstadt 98 (2023)

Zur Saison 2021/22 kehrte Müller nach Deutschland zurück und schloss sich dem Zweitligisten SV Darmstadt 98 an, bei dem er einen Vertrag bis 2024 unterschrieb. Am 24. Juli 2021 debütierte er bei der 0:2-Heimniederlage in der 2. Bundesliga gegen den SSV Jahn Regensburg. In seiner ersten Saison unter Torsten Lieberknecht konnte er sich nicht durchsetzen und kam auf nur 15 Ligaeinsätze. Er schloss die Spielzeit mit seiner Mannschaft auf dem vierten Platz ab. In der darauffolgenden Saison stieg er mit den „Lilien“ in die Bundesliga auf. Nachdem die Klasse dort nicht gehalten werden konnte, erhielt Müller für die Saison 2024/45 keinen neuen Vertrag mehr und verließ den Verein. Im Januar 2025 schloss er sich dem VfL Osnabrück an.

## Privates
Müller absolvierte ein Studium im Bereich Finanzmanagement. Er ist verheiratet.

## Erfolge
- Meister der 3. Liga und Aufstieg in die 2. Bundesliga: 2016 (Dynamo Dresden)
- Aufstieg in die Bundesliga: 2023